# R-6 (航空機・アメリカ)
シコルスキー R-6
R-6A Hoverfly II at the USAF Museum
- 分類：ヘリコプター
- 設計者：イーゴリ・シコールスキイ
- 製造者：シコルスキー・エアクラフト
- 運用者:
  -  アメリカ合衆国（アメリカ海軍）
  -  イギリス（イギリス空軍）
- 初飛行：1943年10月15日
- 生産数：225機
- 運用開始：1945年

シコルスキー R-6（Sikorsky R-6）は、シコルスキー・エアクラフト社で製造された小型の複座ヘリコプターである。イギリス空軍とイギリス海軍では「ホーバーフライ II」（Hoverfly II）という名称で就役した。

## 開発
R-6 ホーバーフライ IIは、成功作のシコルスキー R-4を改良して開発された。性能向上のために全く新しい流線型の胴体が設計され、テールローターを備えたブームは延長/強化された。主ローターとトランスミッション系は、R-4のものが利用されていた。シコルスキー社はこの新しい設計に「モデル 49」の名称を与えた。後にローターの動的平衡を保つような改造（dynamically balanced modifications）がドーマン・ヘリコプター社（Doman Helicopters Inc.）で実施された。R-6の最高速度は以前のR-4の82 mphから100 mphへ向上した。
初めの頃の生産はシコルスキー社自身により行われていたが、ほとんどの機体はナッシュ＝ケルビネーター社により生産された。後の機体の中にはより強力なエンジンが搭載されたものもあった。

## 運用の歴史
アメリカ陸軍航空軍（USAAF）に最初のR-6が納入されたのは1944年のことで、その中にはアメリカ海軍（USN）に移譲された機体もあった。当初は150機のR-6がイギリス空軍（RAF）へ引き渡される予定であったが、ストラトフォードのシコルスキー社工場からデトロイトのナッシュ＝ケルビネーター社工場への生産移管に起因する遅れから実際に「ホーバーフライ II」としてRAFに納入されたのは僅か27機であった。このうち15機はイギリス海軍の艦隊航空隊（FAA）へ引き渡された。
RAFの中の何機かがイギリス陸軍との直協任務におけるヘリコプターの使用のために英第657飛行隊に配備され、胴体外部に2床の担架を備えつけられるようにされた。第657飛行隊はホーバーフライ IIを陸軍砲兵部隊の着弾観測に使用した。ホーバーフライ IIは1951年4月まで現役に留まり、飛行隊所属の1機は1950年9月に開催されたファーンボロー国際航空ショーに展示された。
FAAはホーバーフライ IIを訓練と連絡任務に使用した。海軍の部隊ではこの機を1945年12月から第771飛行隊、続いて第705飛行隊といった部隊で使用し始めた。
USAAFではR-6を2次的な任務に使用し、1948年に残存していた機体はH-6Aと改称された。USNの機体はHOS-1と命名され、更に64機がUSAFFから移管される予定であったがこれは実施されなかった。
軍需余剰品の軍用のモデル 49は1940年代末に民間市場に放出されたが、現在運用されている機体は無い。4機がアメリカ合衆国内の博物館に展示されている。

## 派生型

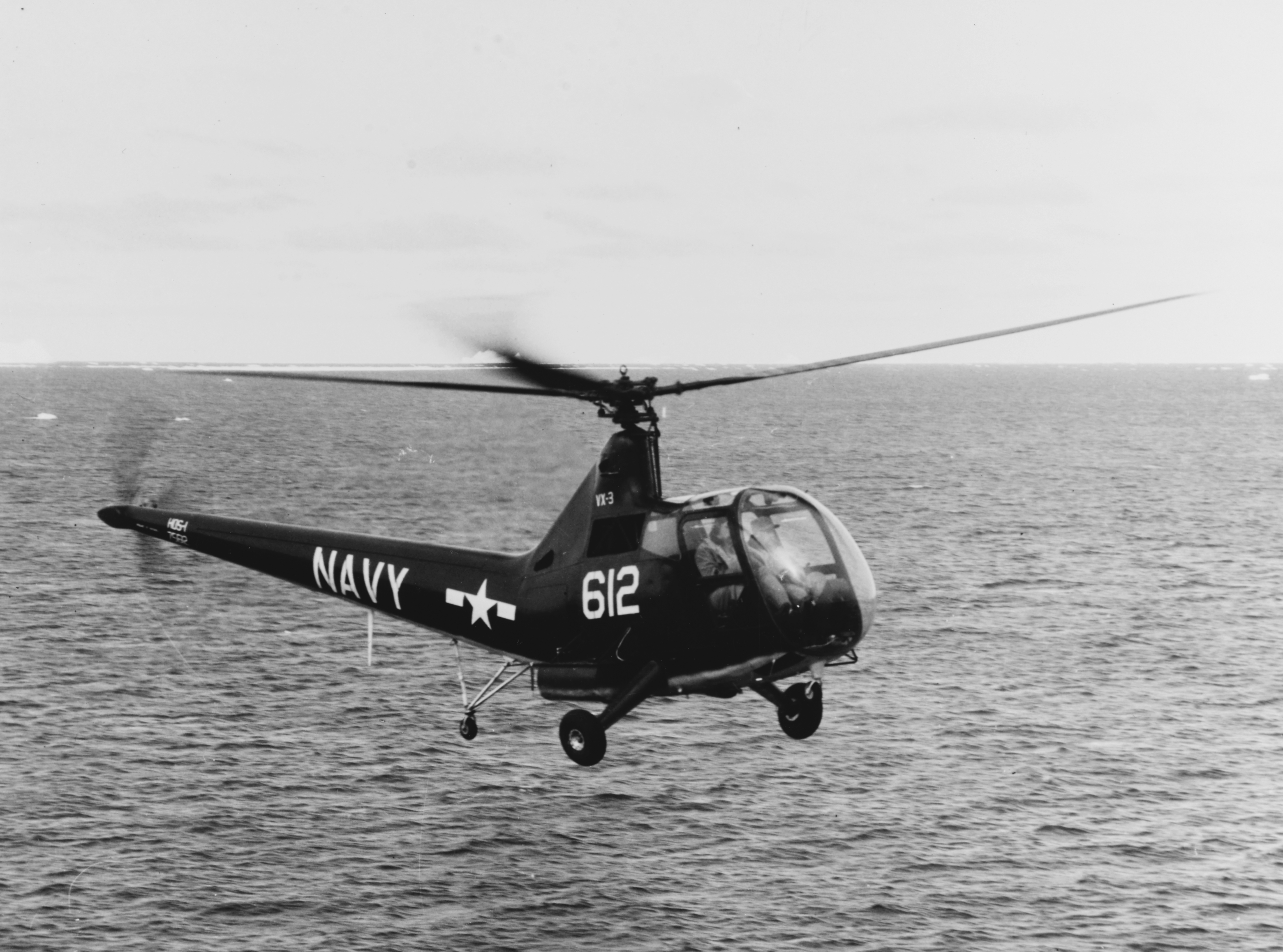
アメリカ海軍のHOS-1（1947年1月）

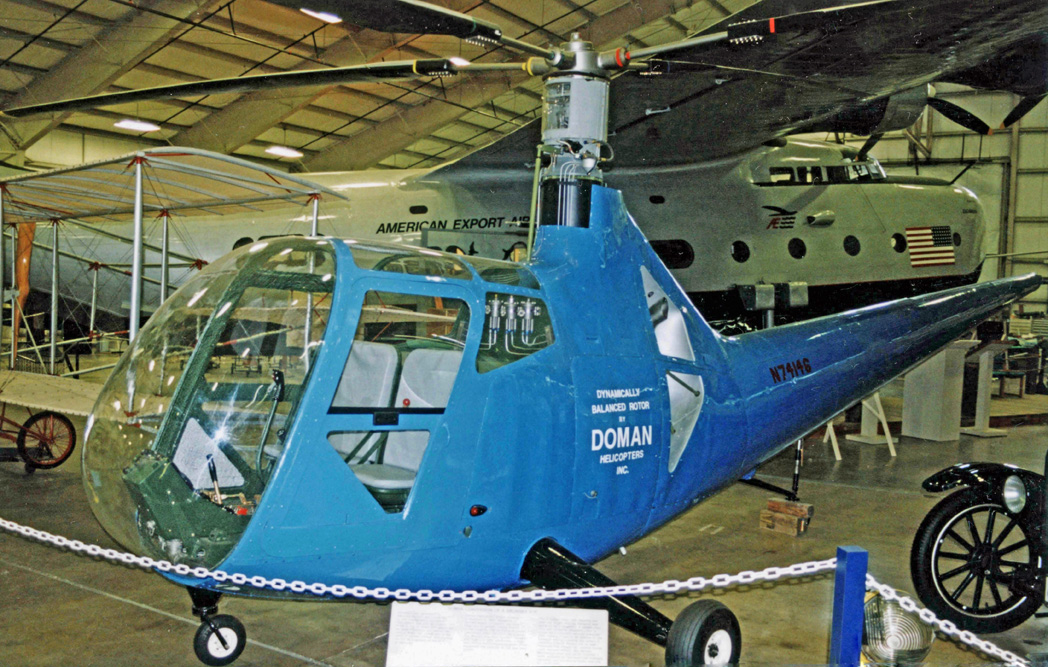
ブラッドレー国際空港のニューイングランド航空博物館に展示されるR-6A の胴体を流用したドーマン LZ-1A。

XR-6出力225 h.p.のフランクリン O-435-7を搭載した試作機。1機製造。
XR-6A出力240 h.p.のフランクリン O-405-9搭載のXR-6。5機製造されたうち3機はXHOS-1としてUSNへ引き渡し。
YR-6A小変更が加えられたXR-6A。ナッシュ＝ケルビネーター社により26機製造。
R-6Aナッシュ＝ケルビネーター社により193機が製造された量産型。うち36機がアメリカ海軍のHOS-1、27機がRAFのHoverfly IIとして使用された。
R-6B出力225 h.p.のフランクリン O-435-7を搭載することを計画された派生型だったが、計画は進展しなかった。
XR-7出力240 hpのフランクリン O-405-9を搭載したXR-6からの発展型として計画された型。製造されず。
ドーマン LZ-1A
ドーマン社設計のヒンジレス・ローターブレードと自動給油式ローターハブのテストベッド用に1機のR-6Aを改造。

## R-6Aの展示機
(data from Ogden, 2007)
- アラバマ州 フォート・ロッカーのアメリカ陸軍航空博物館, 43-45473
- コネチカット州 ウィンザーロックス ブラッドレー国際空港のニューイングランド航空博物館にドーマン改造機 (LZ-1A) 43-45480[6]
- オハイオ州 デイトンの国立アメリカ空軍博物館, 43-45379
- ペンシルベニア州 ウェストチェスターのアメリカのヘリコプター博物館/教育センター 43-45531

## 要目 (R-6A)
出典: Thetford, 1977
諸元
- 乗員: 1
- 定員: 1
- 全長: 14.61 m （47 ft 11 in）
- 全高:
- ローター直径: 11.58 m （38 ft 0 in）
- 運用時重量: 1,179 kg （2,600 lb）
- 動力: フランクリン 0-405-9 、180 kW （240 hp）   × 1

性能
- 最大速度: 161 km/h （87 kn） 100 mph
- 実用上昇限度: 3,048 m （10,000 ft）